# Sebastià Llopis Rotllant
Sebastià Llopis Rotllant (Barcelona 1930-2004) dirigent esportiu d'entitats relacionades amb la pràctica d'esports per a discapacitats psíquics.
Va ser, des de 1972, el primer president de la Federació Catalana d'Esports de Pedagogia Terapèutica, que posteriorment es va transformar en l'Associació Catalana d'Esports i Lleure (ACELL) i finalment en Federació Catalana d'Esports per a Disminuïts Psíquics (ACELL). El seu coneixement de l'educació especial unit a la seva gran passió per l'esport, va marcar el que es va convertir en la constant de la seva vida, lluitar per la inclusió social dels disminuïts psíquics sense discriminar ningú per l'handicap intel·lectual que pugui presentar. L'any 1972 des de l'Associació Centre Pedralbes, va iniciar el seu projecte creant i entrenant dos equips de futbol i organitzant partits entre els centres Sant Joan Bosco i la Vall d'Hebron, que eren arbitrats per emblemàtiques figures com Ramallets, Biosca, Kubala, etc. De manera progressiva, altres centres van anar formant equips fins a arribar a crear una lliga futbolística, i en paral·lel van sorgir competicions d'altres esports com tennis de taula, natació o atletisme. Aquesta va ser la llavor de l'Associació Catalana d'Esports i Lleure, que es va crear oficialment el 1982 i posteriorment va fer una aliança amb l'organització internacional Special Olympics per organitzar conjuntament els Jocs Olímpics per a aquestes persones especials. Rebé la medalla Forjadors de la Història Esportiva de Catalunya el 1993.